# Tannroda
Tannroda is een  dorp in de Duitse gemeente Bad Berka in het landkreis Weimarer Land in Thüringen. Het dorp ontstond bij de Burg Tannroda die voor het eerst wordt genoemd in een oorkonde uit 1174. In 1994 werd het dorp toegevoegd aan de gemeente Bad Berka.